# Nassarius nodulosus
Nassarius nodulosus is een slakkensoort uit de familie van de Nassariidae. De wetenschappelijke naam van de soort is voor het eerst geldig gepubliceerd in 1873 door Marrat.